# Ноєнкірхен (Мекленбург-Штреліц)
Ноєнкірхен (нім. Neuenkirchen) — громада в Німеччині, розташована в землі Мекленбург-Передня Померанія. Входить до складу району Мекленбургіше-Зенплатте. Складова частина об'єднання громад Неферін.
Площа — 23,08 км2. Населення становить 1134 ос. (станом на 31 грудня 2020).